# غيلبرت ماير
غيلبرت ماير (بالإنجليزية: Gilbert Mair)‏ هو تاجر نيوزلندي، ولد في 23 مايو 1799 في Peterhead ‏ في المملكة المتحدة، وتوفي في 16 يوليو 1857 في وانغاري في نيوزيلندا.